# Boney Kapoor
Boney Kapoor, nato Achal Kapoor (Meerut, 11 novembre 1955), è un produttore cinematografico indiano.

## Biografia
Appartiene ad una delle famiglie più importanti di Bollywood: è figlio di Surinder Kapoor e fratello degli attori Anil e Sanjay Kapoor.
Nel corso degli anni ha lavorato a molti film di successo, diventando uno dei più apprezzati produttori della più importante cinematografia indiana.

## Filmografia parziale
- Hum Paanch. regia di Bapu (1980)
- Mr. India. regia di Shekhar Kapur (1987)
- Prem, regia di Satish Kaushik (1995)
- Gara di cuori (Kyun...! Ho Gaya Na), regia di Samir Karnik (2004)
- Bewafaa, regia di Dharmesh Darshan (2005)
- No Entry, regia di Anees Bazmee (2005)
- Wanted, regia di Prabhu Deva (2009)
- Milenge Milenge, regia di Satish Kaushik (2010)